# Водонапорная башня (Слободской)
Водонапорная башня — здание в неоготическом стиле, построенное в 1911 по проекту И. А. Чарушина на средства купцов и жителей Слободского. Памятник инженерно-технической и промышленной архитектуры начала XX века.

## История
Строительство водопровода в Слободском началось в конце 1899 года. Инициатива исходила городского головы Валентина Петровича Куршакова, владевшего Бакулевским колокололитейным заводом. 3 мая 1911 года Слободская городская дума приняла решение привлечь фирму «Мюр и Мерилиз», которую представлял инженер Неверовский (Невяровский), для строительства городского водопровода за 51 400 рублей. Подрядчик брал на себя обязательства по запуску системы к 1-10 ноября 1911 года с гарантированным объёмом подачи воды в 3000 вёдер в час. Работы по каменной кладке зданий водонапорной башни и водокачки были поручены подрядчику Морозову.
Первыми жертвователями на строительство водопровода и сооружений стали:
- Николай Николаевич Платунов — пожертвовал 15 000 руб.
- Константин Иванович Вахрушев — 1000 руб.
- Валентин Петрович Куршаков — 2000 руб.

Создание проекта зданий водонапорной башни и водокачки было поручено губернскому архитектору И. А. Чарушину. Башня была спроектирована и возведена относительно быстро – за полгода. В начале XX века с западной стороны к башне был пристроен трёхэтажный дом. В конце XX века в этом здании располагалась станция юных натуралистов.
12 января 1912 года в Слободскую думу были переданы журналы комиссии по устройству водопровода. Было отмечено, что 8 января 1912 года был запущен один из двух насосов, а промывку сети планируется закончить к 15 января. Комиссия предложила провести празднование по случаю открытия водопровода. Несмотря на возражения Неверовского, опасавшегося, что в середине зимы проводить испытания рискованно из-за морозов, Дума утвердила дату запуска водопровода в эксплуатацию – 15 января 1912 года. Городской управе было поручено в первое время воду из всех водоразборов отпускать бесплатно. На организацию празднования было выделено 300 рублей, были приглашены член правления товарищества «Мюр и Мерилиз» Исидор Андреевич Инбер и заведующий водопроводным отделом инженер-технолог Степан Людвигович Коровай.
С восточной стороны башни на высоту 3 м кладка современная. С юга к башне пристроен современный склад из силикатных блоков. Муниципальные власти несколько раз безуспешно пытались продать пришедшее в ветхость здание. В июне 2020 года здание водонапорной башни было выкуплено за 600 тыс. рублей местными активистами для реставрации и организации музея.
По состоянию на 2021 год, водонапорная башня является единственным сохранившимся сооружением, связанным со строительством водопровода в Слободском.